# Eurodryas namurcensis
Eurodryas namurcensis är en fjärilsart som beskrevs av Lambert-Joseph-Louis Lambillion 1911. Eurodryas namurcensis ingår i släktet Eurodryas och familjen praktfjärilar. Inga underarter finns listade i Catalogue of Life.